# Lixophaga sphenophori
Lixophaga sphenophori là một loài ruồi trong họ Tachinidae.